# Ломовецкое сельское поселение
Ломовецкое се́льское поселе́ние — муниципальное образование в Троснянском районе Орловской области Российской Федерации.
Административный центр — село Ломовец.

## История
Статус и границы сельского поселения установлены Законом Орловской области от 19 ноября 2004 года № 444-ОЗ «О статусе, границах и административных центрах муниципальных образований на территории Троснянского района Орловской области».

## Население
| 2010 | 2012 | 2013 | 2014 | 2015 | 2016 | 2017 |
| ---- | ---- | ---- | ---- | ---- | ---- | ---- |
| 475  | ↘461 | ↘456 | ↘454 | ↘446 | ↘435 | ↘426 |
| 2018 | 2019 | 2020 | 2021 | 2023 |      |      |
| ↘424 | ↗426 | ↘420 | ↗422 | ↘420 |      |      |

## Состав сельского поселения
| № | Населённый пункт | Тип населённого пункта       | Население |
| - | ---------------- | ---------------------------- | --------- |
| 1 | Ломовец          | село, административный центр | ↘376      |
| 2 | Похвистнево      | деревня                      | 14        |
| 3 | Чернь            | село                         | ↘85       |